# Aliens: Colonial Marines
Aliens: Colonial Marines es un videojuego de disparos en primera persona desarrollado por Gearbox Software y publicado por Sega para Microsoft Windows, Xbox 360, PlayStation 3. El juego está basado en la popular saga cinematográfica Alien, especialmente en la segunda entrega de la misma Aliens. Fue lanzado 12 de febrero de 2013 para Windows, PlayStation 3 y Xbox 360. El 5 de abril de 2013 Sega anunció que la versión para Wii U fue cancelada.

## Argumento
El juego inicia con una transmisión enviada desde la USS Sulaco poco antes del final de la cinta Aliens, mostrando a un herido Cabo Dwayne Hicks reportando que su unidad ha sufrido grandes bajas en LV-426, indicando que él, dos humanas (Ellen Ripley y la niña Newt) y un sintético dañado (Bishop) han sido los únicos supervivientes de la misión y que solicitan asistencia. Diecisiete semanas después de los acontecimientos de la segunda y tercera parte de la saga Alien, la nave hermana de la Sulaco, la USS Sephora, llega a LV-426 para auxiliar y rescatar a los sobrevivientes de la Sulaco (la cual está en órbita de LV-426 a pesar de haber sido vista por última vez en órbita de Fury 161), con un grupo de 300 marines a bordo. Al poco de que un equipo de avanzada, Rhino 2-3, llega a la Sulaco mediante un conducto umbilical entre ambas naves, se encuentran en problemas, por lo que el oficial al mando, el capitán Cruz, despierta a los últimos marines que se encontraban en crio, entre los cuales se encuentra el cabo Christopher Winter (marine protagonista y cuyo control toma el jugador durante el juego), quien es enviado por Cruz para auxiliar al equipo de avanzada, sin embargo al poco de entrar en el umbilical, ocurre una descompresión explosiva que lo daña, sellando el acceso desde el Sephora y dándole solo 20 minutos a Winter antes de que colapse.
Ya en la Sulaco, Winter se encuentra con el soldado O´Neal, quien trata de auxiliar a los marines heridos, mientras Winter procede a buscar a los otros soldados de Rhino 2-3, para lo cual tiene que pasar por el hangar en donde se encuentra la nave de desembarco usada por Ripley y compañía para escapar del planeta (en donde también están las piernas arrancadas de Bishop), el arsenal y el compartimiento criogénico, en donde se ve que faltan los criotubos de los sobrevivientes de LV-426, para finalmente llegar a ingeniería, y encontrar señas de actividad alien, tanto por la resina como por sus compañeros marines pegados a la pared, y muertos con el pecho reventado, sin embargo, Winter encuentra vivo al soldado Keyes, quien le pide que lo saque, pero ni bien trata, el cabo se las tiene que ver con un xeno lurker (el alien original de la primera película). Luego de eliminarlo y liberar al marine, Winter y Keyes reciben órdenes de Cruz de volver al Sephora, pero Keyes no pretende dejar que sus compañeros mueran por nada, por lo que desobedeciendo al capitán, él y Winter se abren paso hasta donde está la grabadora de vuelo de la Sulaco, con la cual se queda Keyes, y proceden a volver al hangar de la nave, donde se enfrentan a más xenomorfos y los derrotan. Parece que ser que lo han logrado, pero ni bien logran llegar al umbilical, Keyes se inmola con una granada debido a un alien que sale de su pecho, destruyendo el umbilical, perdiendo la grabadora de vuelo y casi matando a los otros, sin embargo, Winter y O´Neal logran sobrevivir, y reciben órdenes de Cruz de despejar el hangar de carga para un contingente de marines que viene en una nave de desembarco en la cual se encuentran el mismo Cruz y Bishop (quien aquí si es un androide y está de parte de los marines). Durante el trayecto hacia allá, Winter y O´Neal reciben una transmisión de Bella, de Rhino 2-3, con quien O´Neal tuvo algo, y quien parece haber sido impregnada por una abrazacaras, y encuentran tecnología de Weyland Yutani a bordo de la nave, con registros que tienen fecha de 17 semanas atrás. Luego de atravesar el pozo gravitatorio de la nave, los dos marines logran llegar al otro hangar, donde deben abrir una compuerta para que los refuerzos en la nave puedan entrar, lo cual logran por un pelo al despresurizar la zona hacia el espacio, haciendo que la piloto, la teniente Reid, se queje de que Winter le haya hecho raspar su nave, sin embargo, pronto son atacados por tropas de Weyland Yutani, quienes al parecer tratan de ocultar algo y han activado las armas de la Sulaco para atacar al Sephora con el fin de lograrlo, apresurando a Winter y O´Neal para llegar al puente de la nave y desactivarlas.
En su trayecto, los marines no solo deben enfrentar a los mercenarios (quienes están tan bien armados como ellos), sino también pasar por una zona llena de huevos y abrazacaras, y es después de esto último, que se reagrupan con Bella, quien les ayuda en la lucha de llegar al puente, acabando con más mercenarios e incluso, teniendo que defenderse de torretas colocadas a la entrada del puente. Una vez ahí, Winter desactiva las armas, pero ya es tarde, el daño al reactor de la Sephora es crítico y esta explota, para horror de los otros, matando prácticamente a los demás marines a bordo, y causando graves daños a la Sulaco por los escombros, por lo que ahora es camino de vuelta al hangar, y deprisa, ya que la Sulaco se encuentra en las últimas y los mercenarios quieren usar la nave de desembarco para escapar.
En el camino de regreso, Winter, O´Neal y Bella, combaten con más mercenarios y aliens mientras la Sulaco se hace pedazos, y a pesar de las dificultades, los tres logran llegar a donde está la nave, la cual se encuentra bajo fuego enemigo, y para lograr salir, hay que activar dos cargas explosivas en la escotilla y una vez explotan, la nave con todos los sobrevivientes adentro sale disparada hacia el espacio, pero es golpeada por un escombro de la Sephora y hace que se precipite hacia LV-426, cayendo cerca de la colonia Hadley´s Hope.
Una vez recuperados del choque, Cruz dirige a Winter, O´Neal, Bella, Reid y Bishop hacia lo que queda del complejo, no sin que antes Bishop le diga a Bella que ella correrá la misma suerte que Keyes. Ya adentro de la colonia, los sobrevivientes de la Sephora llegan a operaciones (en donde se ven las señas de la lucha de Hicks y los otros contra los aliens) y Cruz ordena a Winter y O´Neal poner sensores para armar un perímetro, mientras que Bella y Reid van a lo que queda de la antena para tratar de contactar a quienes hayan sobrevivido de la Sephora, pero ni bien lo hacen, los xenomorfos les atacan, e incluso se ven obligados a poner ahí una de las armas centinela (vistas en la edición especial de Aliens) para repeler a los entes. Dicho y hecho, Cruz manda a los dos marines a traer de regreso a las damas, y tratar de llegar a la antena, para lo cual deben atravesar el sistema de drenaje de la colonia, y muchos más aliens que quieren hacerlos pedazos. Una vez llegan Winter y O´Neil a la entrada de las alcantarillas, se encuentran con una nueva clase de xenomorfo, que se lleva a Winter.
Tras despertarse, el cabo se encuentra en un capullo alien, pero no ha sido parasitado, y aprovecha que la resina aún no seca para salir de ahí y escapar del nuevo alien, conocido como raven, y contactar por radio a O´Neal, quien le dice que el rastreador de movimiento se le ha caído y puede usar su señal para reagruparse con él, pero Winter debe pasar por las zonas de aguas negras de Hadley´s. En el trayecto, Winter descubre cuál fue el cruel destino del soldado Hudson, y otra variedad de aliens, con pústulas y actitud kamikaze, a los que debe esquivar debido a que perdió todas sus armas, solo para encontrarse nuevamente con el raven, del que logra escapar por los pelos, gracias a un ascensor. Una vez arriba, el cabo se reúne con O´Neal y agarra armas y un sensor de movimiento, para ir a auxiliar a Bella y Reid, y de ahí dirigirse a la antena para contactar a los sobrevivientes. Ya listo, los marines avanzan hacia una cochera en donde deben combatir a los xeno lurkers a la vez que el raven trata de entrar, pero a pesar de haberlos derrotado, se dan cuenta de que el raven se ha llevado a O´Neal, por lo que Winter y Bella deciden ir a buscarlo, para objeción de Reid, quien tiene una pequeña pelea con Bella por ello, sin embargo, los tres van a buscar al marine, esquivando al raven en dos ocasiones, hasta reunirse con O´Neal, quien está vivo y les ayuda a combatir al raven, pero debido a que las balas no le dañan, Winter debe usar un power loader (o robot montacargas) para acabar con el monstruo. Una vez muerto, Bella tiene una fuerte discusión con Reid por no haber querido ir por O´Neal, pero este las separa, y los cuatro vuelven a operaciones, en donde Cruz les informa de una instalación de Weyland Yutani, de donde deben sacar una lista de nombres, Winter y O´Neil insisten en ir ya que podría haber una forma de salvar a Bella, cosa que Cruz considera suicida pero que autoriza, por lo que los tres se van en un tractor, pero antes de llegar, deben proceder a pie debido al polvo acumulado en los cilindros del vehículo y a que no pueden avanzar más por las rocas. Ni bien siguen, encuentran escombros de la Sephora y una nave de desembarco de Wey-Yu de la que deben ocultarse mientras avanzan y luchan con más xenomorfos, y otro tipo nuevo de criatura, el spitter, el cual puede escupir ácido a largas distancias, sin embargo, los marines se las arreglan para sobrevivir, y llegar a unas estructuras que no parecen ser de su nave, sino módulos diseñados para ser transportados y en los cuales Wey-Yu realizaba sus actividades. Al entrar en las estructuras, Winter y los otros descubren que Weyland Yutani ha tenido sus problemas, ya que las estructuras han sufrido daños debido a la actividad sísmica del planeta, a la vez que Winter encuentra una grabación en la que se menciona algo llamado origen, que por la descripción da a entender que es la nave abandonada de la primera película, y llegan a una sección en mejor estado, en donde encuentran la lista, pero también descubren que la compañía tiene un marine de rehén. Tras enviarle la lista a Cruz, deben irse rápido debido a la presencia de una nave de desembarco de Wey-Yu, para adentrarse más en el complejo y tratar de salvar a Bella, no sin antes ver parte de la nave abandonada.
Al llegar por un montacagas a la siguiente sección, Cruz les informa a los soldados que el marine cautivo es, por increíble que parezca, de la Sulaco, a pesar de que todos los marines de esa nave habían sido declarados muertos en acción. Tras esquivar torretas enemigas y ver como otro tipo nuevo de alien, el crusher, está siendo sometido por dos APC´s modificados de la Wey-Yu, los marines logran llegar a un complejo médico, O´Neal atrapa a un médico e insiste a punta de pistola que le saque al xeno a Bella, sin embargo, el doctor le dice que es imposible debido a que no solo se trata del embrión, sino también de la placenta, de la que toma nutrientes para desarrollarse e invade los órganos del tórax como un cáncer, haciendo imposible extraerlo. Sin más que hacer, Winter deja inconsciente al médico y O´Neal no puede hacer nada más que ver como la criatura destroza a su chica desde adentro, acto seguido, el soldado usa la bala que Bella se había reservado para ella, y mata al xeno, para dirigirse junto con Winter, a rescatar al marine capturado, como última voluntad de ella. Cruz les informa que al soldado se lo van a llevar en un blindado de la compañía, y que una forma de distraer a los mercenarios, es apagando un módulo energético, que controla toda la electricidad del complejo y evita que los aliens cautivos escapen.
Tras enfrentar más mercenarios y un APC de la compañía, Winter y O´Neal desactivan el módulo energético, dejando a los mercenarios y demás personal de Wey-Yu a merced de los bichos, y ya en ruta, los dos marines entran a un módulo donde tienen a una reina, la cual se suelta y mata a los científicos que la observaban. Al ir avanzando, los dos marines deben entrar a la nave abandonada de la primera película, en la cual hay un puesto de observación y más mercenarios a los que combatir. Una vez habiendo salido de la nave y combatido con más enemigos, Winter y O´Neal logran rescatar al marine cautivo, sin embargo, O´Neal sospecha que Cruz lo sabía, y furioso, él y Winter lo suben a un APC y vuelven a Hadley´s Hope, en donde se reagrupan con Cruz y los otros y le exigen que les diga la verdad. Cruz admite que sabía de eso de antemano y que no podían salvar a Bella, pero decidió permitirles ir de todos modos, para rescatar al soldado, al que ordena que le quiten la capucha que trae. El marine capturado resulta ser nadie más ni nadie menos que el mismo cabo Dwayne Hicks, quien no murió en el choque del EEV en Fury 161, sino que fue capturado por Michael Weyland (el Bishop que aparece cerca del final de Alien 3) y torturado para averiguar lo que él sabía de las criaturas, dando a entender que era otro el que estaba en su criotubo, y mencionando la existencia de una nave hiperlumínica de la Wey-Yu, sin embargo, la plática se interrumpe cuando Reid informa a Cruz del reporte de un grupo de marines supervivientes que indican que un centenar de xenomorfos se dirige a Hadley´s Hope, por lo que Cruz manda a Reid y a Hicks a donde tienen una nave de desembarco mientras él y los otros tratan de contenerlos.
Una vez eliminada la amenaza, Hicks les informa a los sobrevivientes de la Sephora que la compañía se irá pronto del planeta, por lo que deben tomar esa nave o nadie podrá volver a casa. Cruz organiza a los marines que se reagruparon, para tomar la nave, lo cual significa volver de nuevo a las instalaciones de la compañía. Una vez que llegan, los marines deben combatir a más xenomorfos y mercenarios, y pasar de nueva cuenta por la nave abandonada (la cual se ha convertido en un nido alien en poco tiempo tras cortar la energía), para poder pasar de ahí, a donde tienen la nave, a la vez que Winter neutraliza unos cañones antiaéreos para que Reid pueda darles apoyo desde arriba sin tantos problemas, casi al mismo tiempo que los soldados atestiguan, como una nave que bien podría ser la hermana mayor de la nave de desembarco, transporta el módulo donde está la reina, para llevársela del planeta, pero afortunadamente, Reid logra derribarla, sin embargo, la reina logra escapar y los marines deben enfrentarla en donde han acudido a rescatar supervivientes del choque de otra nave de desembarco. Por fortuna logran sobrevivir lo suficiente para que Reid lanze dos misiles y la reina se repliegue, “abriéndoles” paso a la siguiente área, por donde llegan a donde esta la nave, sin embargo ya es tarde para abordarla porque está despegando, por lo que Cruz ordena que todos suban a la nave de Reid, en la cual alcanzan su objetivo tras lanzar otros dos misiles y entrar deprisa en el hueco hecho, estrellándose en la nave.
Tras el choque, Winter y los otros logran salir de la nave de desembarco, pero deben dejar de momento a Cruz, quien yace malherido en la nave, y deben apurarse para sacarlo antes de dejar la atmósfera. Sin embargo hay otro problema, la reina Alien ha logrado subir a bordo, y le toca a Winter acabar con ella, para lo cual y con ayuda por radio de Bishop, el marine carga un mecanismo para arrojar suministros y poder expulsar al alien de la nave, lográndolo a priori, sin embargo la criatura vuelve a entrar, pero ahora dirige su atención a Cruz, quien decide sacrificarse para salvar a su equipo, al reactivar la nave de desembarco, lanzando a la reina hacia el planeta, cayendo el también. Ya reagrupados los marines, proceden a capturar a Michael Weyland, a quien O´Neal quiere matar por los marines muertos y por Bella, a pesar de las insistencias de los otros de que lo necesitan vivo, incluso Bishop tiene que interponerse entre O´Neal y Weyland a pesar de que el primero está dispuesto a matarlo también si es necesario, pero logran convencerlo, sin embargo, Hicks toma el arma de O´Neal y le dispara a Weyland, revelando que no es el verdadero sino un androide, y que iba a matarlos a todos, ya que es su función. Afortunadamente para los marines, Bishop les dice que puede extraer los datos del falso Weyland, al conectar a su cerebro los cables de este último. Mientras se ve la nave en el espacio, Winter le pregunta a Bishop si tiene algo para incriminar a la Wey-Yu, Bishop le dice que lo tiene todo.

## DLC Stasis Interrupted
El cuarto y último DLC, es una expansión de la campaña que muestra lo ocurrido entre Aliens y Alien 3, así como lo que llevó a los eventos del juego.
La expansión comienza con la escena de Alien 3, en la que Ellen Ripley está por lanzarse al horno de la fundición en Fury 161 para evitar que Michael Weyland se apodere de la Reina Alien que lleva dentro, entonces la escena cambia a un cuarto donde Weyland está interrogando a un hombre maniatado llamado Stone, sobre un mensaje. Al no cooperar con Weyland, Stone es asesinado por uno de sus mercenarios, y el primero ordena que se le quite la bolsa a otro prisionero maniatado que resulta ser Hicks en su armadura de combate, a quien uno de los científicos de la compañía, Rick Levy, inyecta una droga para que coopere, a pesar de las advertencias de este último sobre la peligrosidad de eso, sin embargo, solo logran que Hicks diga su número de serie. Weyland le informa a Hicks que Carter Burke (antagonista de la película Aliens y responsable de los eventos de la misma) logró enviar un mensaje a la Wey-Yu, por lo que Weyland envió la nave colonizadora Legato, con el fin de recolectar huevos de la nave abandonada de la primera película y usar a los colonos en hipersueño como huéspedes para las criaturas, además de enviarla a interceptar a la Sulaco con el fin de atar cabos, sin embargo, las cosas se salieron de control.
Durante la infestación en la Legato, una joven llamada Lisbeth Hutchins despierta con una abrazacaras adherida, sin embargo logra quitársela, pero en eso, ve cómo una colona es quemada viva por los mercenarios de Weyland Yutani. Un conocido suyo llamada Ethan logra retirarla del rango visual de los mercenarios y le dice que deben salir de la nave, sin embargo Lisbeth viajaba con sus padres y quiere encontrarlos. Tristemente Ethan ha sido parasitado por una abraza caras y Lisbeth ve cómo el ente lo destroza desde adentro. Acto seguido la chica procede a buscar a sus padres mientras esquiva a los mercenarios y las torretas que han colocado con el fin de tratar de frenar la infestación Alien que se ha desatado en la nave, y tras pasar por una zona de carga precisamente con más torretas y donde dos mercenarios son masacrados por los entes, Lisbeth se encuentra con un sobreviviente llamado Andrews, que trata de encontrar a su novia en medio de todo lo que ocurre. Juntos llegan hasta un terminal en donde el hombre logra dar con el paradero de su novia y de los padres de Lisbeth, por lo que tras tomar un comunicador y un sensor de movimiento, siguen su camino, sin embargo al llegar a los vestuarios se ven bloqueados por una puerta cerrada, pero no es el peor de sus problemas, ya que se dan cuentan de que un Alien se acerca, por lo que se esconden en los lockers, y aunque el ser ignora a Lisbeth (debido a la larva Alien que lleva dentro), el ser acaba con la vida de Andrews, pero el Alien es rápidamente es abatido por un mercenario, el cual se percata de Lisbeth dentro de uno de los lockers, pero antes de que pueda hacer nada, el mercenario es noqueado por otro sobreviviente llamado Stone, quien se encuentra con otro llamado Turk (quien anda solo en boxers y lleva una venda alrededor del pecho), uniéndoseles Lisbeth para abrirse camino a través de la nave.
Durante su trayecto, los tres supervivientes observan por las ventanas al espacio que la Legato se ha unido vía umbilical con una nave Marine (la Sulaco), y finalmente logran llegar hasta donde está el acceso al umbilical, sin embargo, hay dos mercenarios con lanzallamas custodiándolo, por fortuna Lisbeth se las arregla para esquivarlos y romper dos envases con abrazacaras dentro, las cuales rápidamente se pegan a los mercenarios, permitiéndoles a Lisbeth y a los otros tomar las armas de estos. Dicho y hecho Stone trata de convencer a Lisbeth de que vaya con ellos hacia la nave Marine, pero Lisbeth sigue en su empeño de encontrar a sus padres, por lo que Stone le pide mantener contacto vía radio, mientras él y Turk van a la Sulaco. Desde ahí y ahora armada, Lisbeth se las arregla para eliminar a los xenomorfos que se ponen en su camino (cabe mencionar que en esta parte se alcanza a ver por una ventana cómo algunos xenomorfos logran llegar a la Sulaco por afuera del umbilical) y tras subir unas cuantas cubiertas, encontrar a más víctimas de los entes y eliminar dos acechadores, Lisbeth finalmente llega a la bahía de cara donde se encuentran sus padres, tristemente su madre tiene una abrazacaras pegada y su padre ha sido abatido a tiros por los mercenarios. Llena de dolor e ira, Lisbeth le avisa a Stone por el comunicador de la muerte de sus padres, y sabiendo que ella tiene el tiempo corto por el Alien que lleva adentro, le dice que se vaya, puesto que hará volar la Legato, y dicho y hecho, la chica se quita el comunicador y se abre paso hasta ingeniería, eliminando más xenomorofos y mercenarios en el camino, hasta finalmente llegar al sistema de destrucción de emergencia (el cual es igual al de la nave Nostromo de la primera película), y tras tirar de las palancas y acomodar las piezas para desactivar el sistema de enfriamiento, pero en eso, un grupo de Aliens se ponen delante de ella, justo cuando el que trae dentro comienza a abrirse paso a través de su pecho, y la nave comienza a autodestruirse, matando a todos y todo a bordo.
Nuevamente el juego cambia a la escena final de Alien 3, justo cuando Ripley se lanza al horno de la fundición, para nuevamente cambiar al cuarto donde Weyland sigue interrogando a Hicks, y se lamenta por la pérdida de sus preciados especímenes, y comenta sobre los que lograron llegar a la Sulaco.
La siguiente parte de la historia comienza con Hicks, viendo a Stone y Turk tratando de despertarlo del hipersueño para reclutar su ayuda, sin embargo lo siguiente que ve el Marine a Ripley con una abrazacaras pegada, pero al salir de su criotubo no puede hacer casi nada, puesto que los mercenarios de Wey Yu entran al compartimiento criogénico, por lo que los tres hombres se ocultan, para poder emboscar a los agresores, sin embargo, en el forcejeo, el arma de uno de los mercenarios roza al Alien sujetado a la cara de Ripley, causando que su sangre ácida caiga al suelo, causando el incendio en el compartimiento criogénico al inicio de Alien 3 y la interrupción de la estasis, además de que Turk es rápidamente reducido por uno de los mercenarios, quien logra meterlo al criotubo de Hicks, con el fin de dejar cabos atados, paralelamente Hicks y Stone logran darles batalla a los otros mercenarios, a los cuales derrotan, en parte gracias a la experticia de Stone. Dicho y hecho, Hicks trata de sacar a Ripley de su criotubo a la vez que Stone trata lo mismo con Turk, pero de inmediato la computadora eyecta los criotubos al EEV, para impotencia de Hicks, sin embargo no hay tiempo para lamentaciones, ya que él y Stone deben salir rápido de ahí, antes de que vengan más mercenarios. Ya fuera del compartimiento criogénico, tras decirle Stone a Hicks de lo que la compañía es capaz, este último a pesar de sufrir la pérdida de Ripley, le informa de un punto de control donde pueden armarse apropiadamente. Durante el trayecto a la siguiente cubierta, Hicks le dice a Stone que se comportó cómo todo un profesional, a lo que Stone responde que antes fue un Sargento de los Marines, y le pregunta si Ripley era alguien especial.
Tras eliminar a más mercenarios, Hicks y el ex marine llegan a la armería y se arman con rifles de pulso. Tras revisar la consola cercana, Hicks descubre los mercenarios han bloqueado todos los sistemas de la nave, por lo que quedarse no es una opción, sin embargo, la lanzadera de ingeniería si, por lo cual Stone se ofrece para ir a cargarla, mientras Hicks se queda a revisar algo. Ya en el trayecto y debidamente armado, Stone debe enfrentarse a los grupos de mercenarios y hordas de xenomorfos, a la vez que Hicks le informa que logró recuperar su reporte final antes de entrar en hipersueño (es decir, el mensaje por el que pregunta Weyland), además de informarle que el EEV llegó hasta Fury 161, la prisión de Alien 3, pero justo cuando el ex marine está por llegar al área de recreación, paralelamente se da la escena cuando Lisbeth encuentra a sus padres y le informa a Stone que hará volar la nave, cosa que el ex marine informa a Hicks, quien le dice que se reagrupe con él para volar el umbilical antes de que la chica destruya la Legato, llevándose el crucero militar con ella. Luego de eliminar más xenomorfos y grupos de mercenarios, Stone logra reunirse con Hicks, quien le indica que vaya a la torreta mientras le marca los blancos, y tras unos tres tiros bien dados, ambas naves quedan separadas, justo cuando la Legato vuela en pedazos. Desde ahí, ambos se dirigen hasta ingeniería, eliminando hordas de Aliens en el proceso, hasta finalmente llegar a donde está la lanzadera, pero falta preparar alistar unas cosas antes de poder usarla, una de estas es liberar los sujetadores y cargar combustible, pero para lograrlo deben enfrentarse a más entes y mercenarios. Una vez eliminados los enemigos, Hicks y Stone logran llegar a la consola que necesitan activar para poder usar la lanzadera, y ya en camino, los dos sobrevivientes se dirigen a Fury 161, con la esperanza de salvar a Ripley y usar la antena para enviar el mensaje. Cuando la lanzadera llega a Fury 161, Weyland y sus mercenarios ya han llegado para tratar de apoderarse de la Reina Alien, pero Ripley se lo impide, al lanzarse al horno, para horror de Hicks, quien solo puede ver cómo su amiga hace el máximo sacrificio, sin embargo, los mercenarios aprovechan el dolor del marine para capturarlos a él y a Stone.
Nuevamente la escena cambia al cuarto donde Weyland interroga a Hicks y yace muerto Stone, el primero acusa a Ripley de haber actuado de forma egoísta, que sus especímenes se perdieron por culpa de una chica histérica, y afirma que los colonos por los que Hicks tanto se preocupa no son nada, y que tanto ellos como el personal a su cargo son prescindibles, siempre que eso contribuya a estudiar a los Aliens, y que no vendrá ayuda alguna ya que todos creen que la Sulaco explotó en la órbita de Fury 161, sin embargo, Levy tiene un arranque de sentido común y toma un rifle de pulsos con el que obliga al mercenario a soltar a Hicks, para así escapar, a lo que Weyland replica que no podrán escapar, pero Hicks le muestra el dispositivo en el que lleva el mensaje, para acto seguido cerrar la puerta del cuarto y romper la cerradura.
Al buscar una salida, Hicks y Levy tienen que enfrentarse a grupos de mercenarios fuertemente armados, mientras Levy le informa sobre cómo salir de la nave. En este inter, Hicks observa por el ventanal del ascensor que toman, que están de vuelta en LV-426, a la vez que Levy le informa que Weyland está trayendo módulos prefabricados para establecer un complejo alrededor de la nave abandonada, así como de una estación repetidora desde donde Hicks puede enviar su mensaje, y tras llegar al piso de abajo y eliminar más mercenarios, los dos hombres llegan hasta el acceso de los EEV, y logran entrar a uno y salir de la nave gracias a la pericia de Levy. Ya en la superficice, Hicks y Levy se abren paso por las formaciones rocosas y una plataforma de aterrizaje improvisada, y abaten más mercenarios, y cómo no, más Aliens, y de ahí proceden a unas cuevas en donde tiene que enfrentarse a los letales salivadores, para nuevamente llegar al perímetro exterior del complejo y enfrentar más mercenarios, y tener que vérselas con uno de los APC de la Wey Yu, sin embargo logran esquivarlo y llegar al acceso a unas cuevas que la compañía intentaba usar para poder llevar suministros. Una vez dentro, ambos hombres encuentran una carnicería, cortesía de los entes, pero el área está más iluminada.
Al ir avanzando por el túnel, Hicks y Levy se ven forzados a entrar en otras cavernas debido a un derrumbe, pero al entrar descubren que no son formaciones naturales, al tener que pelear con más Aliens, a la vez que se adentran al nido que han creado ahí, y tras adentrarse más, ambos hombres tienen un encuentro cercano con la Reina, a la cual logran esquivar por los pelos tras un intento fallido de acabar con ella y eliminar a muchos de sus súbditos, para finalmente llegar a una puerta que los llevará a la salida, no sin antes tener que vérselas con un triturador. Tras derrotar al Alien, ambos hombres se dirigen a la salida, pero ni bien se abre la puerta, un grupo de mercenarios con apoyo de APC’s yace esperándolos, irónicamente, otro triturador y una horda de entes se cargan a éstos, ayudándoles al marine y al científico, quienes tras avanzar más y eliminar a más entes y mercenarios, logran llegar a la plataforma donde Winter y O’Neall encuentran a la reina más adelante, y tras activar al secuencia de elevación de esta, Hicks y Levy logran entrar al módulo de la reina, pero al avanzar más, se encuentran algunas zonas que están llenas de gas tóxico, sin embargo Levy dispone de una máscara antigás y sabe cómo activar el sistema de ventilación, por lo que entra al cuarto anexo, para activar las ventilas y poder avanzar. Sin embargo, al llegar al corredor que los sacará del módulo para llegar a la antena, descubren una puerta trabada, y para abrirla Levy debe repetir la maniobra y volver a entrar a una zona llena de gas, para poder llegar al otro lado de la compuerta y desactivarla, pero esta parte no está exenta de peligros ya que Levy debe enfrentarse a más xenomorfos, a la vez que destruye los especímenes almacenados ahí, pero para más injuria, el marine y el científico se encuentran con una puerta cerrada que solo se puede abrir activando la ventilación para sacar el gas tóxico y desbloquear la puerta, por lo cual Levy tiene que repetir la operación una última vez, además de enfrentar más xenomorfos y destruir más especímenes.
Dicho y hecho, el dúo finalmente llega a su objetivo, sin embargo, antes de poder mandar el mensaje Hicks debe decodificarlo, pero no es el único problema ya que una horda de entes se dirige hacia dónde están, afortunadamente, el nivel en el que están cuenta con una caja de municiones y torretas solo esperando a ser colocadas, las cuales usa Levy para armar un perímetro mientras Hicks decodifica el mensaje y el primero mantiene a raya a los entes. Ya decodificado el mensaje, Hicks y Levy suben hasta el cuarto de control de la antena, pero tanto en el camino cómo al llegar, tienen que enfrentarse a las hordas de xenomorfos que les pisan los talones. Mientras Levy pone la antena en posición, Weyland intenta “razonar” con él por la radio, sin embargo es ignorado mientras la antena queda en posición y Hicks mete el mensaje, ya solo dejando el tener que enviarlo, lo cual Levy hace mientras Hicks mantiene a los Aliens a raya y Weyland le dice que de enviar el mensaje, perderán el control, a lo que el científico responde que nadie jamás tendrá el control, por lo que Weyland ordena que se bombardee la antena, sin embargo la mayor parte del mensaje ha sido enviado.
Mientras Hicks y Levy luchan contra los xenomorfos, un grupo de mercenarios también los enfrenta, a la vez que otro grupo ha capturado a la Reina, y el mensaje es recibido por la los marines. En respuesta, un marine de alto rango entra en una barraca y despierta a los marines dentro, informándoles de la llamada de auxilio de Hicks y ordenándoles que tomen su equipo, entre estos marines está el cabo Winter.

## Personajes
Cabo Christopher Winter: Personaje principal del juego y cuyo control toma el jugador desde el principio del juego. Nada más empezar, el Capitán Cruz lo envía a auxiliar a los marines de Rhino 2-3 y ni bien entra por el umbilical que conecta a la Sephora con la Sulaco, ve que empiezan los problemas. A lo largo del juego hace equipo con otros marines como O’Neal y Bella, y logra sobrevivir a las hordas de xenomorfos y mercenarios de Weyland-Yutani desde que cae la Sulaco, hasta pasar por las ruinas de Hadley’s hope, las instalaciones de Wey-Yu y la nave abandonada, hasta ser uno de los últimos sobrevivientes que logran llegar a la nave supra lumínica, y al final del juego.
Soldado Raso Peter O’Neal: Es uno de los marines que usan como arma la legendaria Smartgun. Es uno de los primeros marines que se encuentra Winter al abordar la Sulaco y con quien hace equipo la mayor parte del juego y sobrevive hasta llegar a la nave supra lumínica y al final del juego. Parece ser que fue compañero sentimental de la soldado raso Bella, y es quien más lamenta su muerte luego de que un Alien le revienta el tórax, a pesar de sus intentos por salvarla.
Soldado Raso Bella Clarison: Es integrante del equipo de marines Rhino 2-3 y una de los primeros marines en tener un encuentro cercano con una abrazacaras. Winter y O’Neal se reúnen con ella luego de que los refuerzos de la Sephora llegan a la Sulaco y los atacaran las tropas de Wey-Yu. Sobrevive junto con Winter y los otros hasta llegar a las instalaciones de la compañía cuando sus compañeros tratan de salvarla del xenomorfo que lleva adentro, desafortunadamente eso no resulta posible debido a la placenta creada por el embrión Alien y muere cuando la criatura sale de su pecho. Acto seguido, O’Neal usa la bala que Bella había guardado para sí misma contra el ente.
Capitán Jeremy Cruz: Es el oficial al mando de la tripulación de la Sephora, y quien envía a Winter a auxiliar a Rhino 2-3. Aborda la Sulaco junto con Bishop y un contingente de marines para ayudar a Winter y O’Neal. Tras chocar en LV-426, es quien se encarga de reunir a los sobrevivientes de su nave luego de que esta explotara. Sobrevive durante todo el juego hasta llegar a la nave supra lumínica, sin embargo queda atrapado en la cabina de la nave de desembarco tras el choque de esta, y al final se sacrifica activando los motores de esta para expulsar a la Reina Alien del área de carga y así salvar a su equipo, no sin antes pedirles que volverían por los rezagados. A diferencia del Tte. Gorman de la película original, Cruz tiene experiencia en combate y sabe organizar a su gente frente a las hordas de xenomorfos.
Teniente Reid: Es la piloto de la nave de desembarco usada por los protagonistas para escapar de la Sulaco antes de su destrucción. Sobrevive junto con Winter y los demás hasta llegar a la nave supra lumínica y al final del juego. A diferencia de su contraparte en la cinta “Aliens”, Reid entra en combate, haciendo equipo con Winter, O’Neal y Bella durante el nivel “El Cuervo”.
Bishop: No se trata del mismo Bishop que en la película, sino otro androide del mismo modelo, y al igual que su homónimo, es leal a sus compañeros humanos. Durante el juego se encarga de ayudar por radio a Winter y a los otros, y sobrevive hasta llegar a la nave supra lumínica y al final del juego, además de volverse clave al obtener lo que los sobrevivientes del Sephora necesitan para acabar con Weyland-Yutani, tras conectar su cerebro al del androide Weyland. A diferencia de su contraparte de la Sulaco, Bishop no resulta dañado o mutilado, pero si se ve que tiene algunos raspones.
Cabo Dwayne Hicks: A pesar de lo visto en Alien 3, Hicks no murió en el choque del EEV, sino que fue capturado por los mercenarios de Michael Weyland, quienes abordaron la Sulaco al llegar está a la órbita de Fury 161 tras ser alcanzados por la Legato, con el fin de obtener información de los xenomorfos, usando formas químicas de tortura. Es rescatado por Winter y O’Neal de las instalaciones de Weyland-Yutani y es quien les informa de la partida de la nave supra lumínica. Sobrevive junto con Winter y los otros hasta llegar a la nave antes de que deje LV-426, y es quien les muestra que el Michael Weyland que lo tuvo prisionero es en realidad un androide, al tomar el arma de O’Neal y dispárale en la cabeza.
Keyes: Miembro de Rhino 2-3 y uno de los primeros marines que Winter encuentra en un capullo en el nido a bordo de la Sulaco y a quien libera de ahí. Es quien insiste en recuperar la grabadora de vuelo de la Sulaco, misión que logra con ayuda de Winter, sin embargo al llegar al umbilical, un Alien sale de su pecho, haciendo de Keyes se inmole activando una granada, perdiéndose la grabadora de vuelo y casi jalando a Winter al espacio al destruir el umbilical.
Michael Weyland: Antagonista del juego. Luego de que sus mercenarios abordan la Sulaco tras enviar la Legato a interceptarla para no dejar cabos sueltos y éstos capturan a Hicks, se encarga de dirigir el interrogatorio de éste con tal de averiguar lo que sabe de los Aliens, para lo cual tiene la ayuda de Richard Levy, experto en armas de la compañía, además de dirigir las operaciones de esta en LV-426 con el fin de estudiar a los xenomorfos. Hacia el final del juego es acorralado por Winter y compañía. Muere cuando Hicks toma la mano de O’Neal con todo y arma y le dispara en la cabeza, como venganza por las 17 semanas que fue torturado por él y sus mercenarios.
Lisbeth Hotchins: Civil a bordo de la nave Legato quien despierta con una abrazacaras pegada y cuyo control toma el jugador durante el primer nivel del dlc Stasis Interrupted. Durante su parte de la historia ella trata de encontrar a sus padres, haciendo equipo con otros sobrevivientes cómo Andrews, Stone y Turk, antes de separarse de estos últimos para ir en busca de sus padres, a quienes tristemente encuentra muertos, por lo que invadida por la pena y la ira, hace su camino a ingeniería y destruye la nave, justo cuando un Alien brota de su pecho.
Ethan: Civil a bordo de la nave Legato y conocido de Lisbeth. Al poco de que este pone a Lisbeth al corriente al inicial el primer nivel del dlc, un Alien revienta su tórax causándole la muerte.
Andrews: Civil a bordo de la nave Legato que trata de encontrar a su novia y con Lisbeth hace equipo por un breve periodo debido a que muere en las garras de un Alien cuando ambos sobrevivientes trataban de ocultarse del ente.
Stone: Ex marine a bordo de la nave Legato, cuyo control toma el jugador durante el segundo nivel del dlc, y quien salva a Lisbeth de un empleado de Wey Yu y con quien ella hace equipo para tratar de encontrar a sus padres hasta que se separan al llegar al umbilical cuando este y su compañero Turk se dirigen a la Sulaco en busca de ayuda. El y Turk son quienes despiertan a Hicks del hipersueño, siendo el primero quien ayuda a Hicks a salir de la nave una vez la han tomado los mercenarios, para poder llegar a Fury 161, donde son capturados por la compañía. Muere cuando por órdenes de Michael Weyland, un mercenario le dispara en la cabeza al negarse el ex marine a revelar donde está el dispositivo con el reporte de Hicks.
Turk: Civil a bordo de la Legato que acompaña a Stone hasta la Sulaco, ayudándolo a sacar a Hicks del hipersueño, justo cuando los mercenarios de la compañía entran al compartimiento criogénico, siendo Turk superado por un mercenario y metido por éste en el tubo de Hicks, revelándose que fue el quien tristemente muere al inicio de Alien 3, al estrellarse el EEV en Fury 161.
Richard Levy: Científico bajo las órdenes de Michael Weyland quien se encarga de ayudar a este último a torturar a Hicks para sacarle información y cuyo control toma el jugador durante los últimos dos niveles de la expansión de la campaña. Cuando ve que su jefe está rozando la locura con tal de estudiar a los Aliens, Levy se arma de valor para tomar un arma y liberar al Marine, a quien ayuda a llegar a la antena del complejo que ha establecido Wey Yu alrededor de la nave abandonada, para poder enviar el mensaje que se ve al principio de la campaña principal. Su destino es desconocido.

## Desarrollo
Un juego anterior titulado Aliens: Colonial Marines se desarrolló con "Check Six Games" e iba a ser publicado por Fox Interactive y Electronic Arts para la PlayStation 2 en 2001, pero fue cancelado antes de su lanzamiento. Un tradicional shooter en primera persona, comparte la misma materia y el establecimiento como el juego que la Gearbox desarrollaba. Su historia se iba a establecer entre los acontecimientos de Aliens y Alien 3, en relación con un equipo de rescate de los coloniales marines en busca de la Sulaco. A pesar de las similitudes en la jugabilidad y la historia, Gearbox ha afirmado que su juego no tiene relación con esta primera versión. 

Cita?

El 11 de diciembre de 2006, Sega anunció que había comprado los derechos electrónicos a la saga Alien de la 20th Century Fox. El 15 de diciembre, Gearbox Software y Sega anunciaron que estaban trabajando en un juego completamente nuevo basado en la franquicia. En febrero de 2008 el título del juego fue anunciado oficialmente como Aliens:. Colonial Marines, y se presentó como el tema de portada de la revista Game Informer.
El equipo de desarrollo hizo grandes esfuerzos para volver a crear los vehículos y escenarios de las películas a través de diseños originales para recrear el exterior y el interior de la Sulaco y LV 426-.  El artista conceptual Syd Mead, que había trabajado en Aliens, fue contratado para el diseño de las áreas de la Sulaco que no aparecen en la película, sino que se utilizan en el juego. 
Un artículo Shacknews fecha 21 de noviembre de 2008, informó de que los Aliens: Colonial Marines juego se había retrasado, supuestamente a causa de los despidos en Gearbox Software. Sin embargo, Gearbox Randy Pitchford presidente insistió en que el desarrollo en el juego continúa. 
Según un artículo de Kotaku, Sega dijo que su nuevo juego Aliens vs Predator sería lanzado a principios de 2010 conformando la primera serie de juegos de Aliens en ser publicado, lo que significa que Aliens:Colonial Marines será en algún momento después. 
En el 2010 Penny Arcade Expo (PAX), Gearbox mostró cinco nuevas capturas de pantalla y declaró que el juego sigue siendo una prioridad para ellos. A principios de junio de 2011, Gearbox dio a conocer un teaser trailer y anunció oficialmente que Colonial Marines se presentará en el E3 de 2011 y que el juego se espera que sea lanzado en la primavera de 2012.  El 26 de enero de 2012, Sega anunció que había decidido retrasar el juego una vez más, empujando la fecha de lanzamiento a otoño de 2012. Además, Gearbox Software también anunció que lanzará un nuevo tráiler  El 21 de mayo de 2012, Gearbox Software ha anunciado un 12 de febrero de 2013 de lanzamiento de Aliens:. Colonial Marines en Microsoft Windows, PlayStation 3 y Xbox 360 con un Wii anuncio versión U "en un momento posterior". [36] [37]
Randy Pitchford CEO de Gearbox, en declaraciones exclusivas a la Revista Oficial PlayStation explicó que las demoras de liberación se decidió incluir a varios actores de la película de Aliens de 1986 en el juego. Según Pitchford, los actores Michael Biehn (Cabo Dwayne Hicks), Mark Rolston (Smartgun Operador Marcos Drake) y Al Matthews (Sargento Al Apone) retomaron sus papeles, mientras que William Hope (teniente Gorman) y Lance Henriksen (android "Bishop 341-B ") jugará dos nuevos personajes (Comandante T. Shannon y el androide "Bishop", respectivamente). Otro personaje de la película de Aliens llamado Wierzbowski también aparecerá, pero no interpretado por el actor original.
El 5 de abril de 2013, Sega confirmó que la versión para Wii U ya no se encontraba en desarrollo.

## Modo de Juego
Aliens: Colonial Marines será un videojuego de disparos en primera persona, el juego contara con varios tipos de armas (escopetas, fusiles, rifles de asalto), las cuales se podrán equipar y alternar según el jugador lo quiera. además de poderse mejorar dichas armas con miras, lanzadores acoplados o simplemente acabados personalizados. También contaremos con compañeros controlados por la inteligencia artificial del juego los cuales proporcionan cierta ventaja al jugador ya que son inmortales y nos pueden ayudar a matar tanto a los enemigos humanos como a los xenomorfos. la campaña también cuenta con modo cooperativo de hasta 4 jugadores los cuales controlaran a 4 diferentes personajes (aunque desde la perspectiva de dicho jugador este seguirá usando a winter). También cuenta con diferentes desafíos tales como matar a cierto número de enemigos con un arma específica, los cuales darán al jugador puntos de experiencia además de ganar nuevos elementos en los modos en línea.

## Multijugador
Se ha confirmado que en el modo multijugador se podrán usar tanto a los marines como a los xenomorfos.
también en esta versión tendrá varios modos que son:
- Modo batalla: Modo de competición donde los xenos y marines deberán matarse uno al otro por obtener la mayor cantidad de puntos.

- Modo exterminio: En este modo los marines deberán ser rápidos destruyendo los huevos de xenomorfos, mientras que los xenos obviamente tendrán que impedirlo.

- Modo Escape: Los primeros tienen que abrirse paso a través de un mapa vertiginoso para escapar del ataque de los xenomorfos, quiénes intentarán eliminar a sus presas tan rápido como les resulte posible.

- Modo supervivencia:En esta modalidad competitiva multijugador los marines parten con un objetivo básico, sobrevivir a toda costa ante el ataque de los xenomorfos que se mostrarán más letales que nunca.

Los Xenomorfos serán otra vez jugables aunque a diferencias de la jugabilidad del Xeno es que será en y saldrá 3 especies más 2 especiales que son:
- Soldado:Tiene resistencia y combates cuerpo a cuerpo. Tiene un método de transformarcion que se llama crusher

- Acechador:Tiene mayor agilidad y velocidad también tiende a emboscadas,y habilidad de ataque rápido y puede inmovilizar al marine contra el suelo. Esta criatura en realidad es el xeno antagónico del Primer Alien.

- Spitter:Esta es sumamente nueva y tiene la habilidad de escupir ácido a largo alcance y puede atacar al marine escupiendo ácido y tiene bolsas en su cráneo

- Revientador: Xeno kamikaze cuyo ataque principal consiste en explotar, bañando de ácido a cualquier marine cercano.

- Triturador: Xeno de gran tamaño cuya cabeza es resistente a todo tipo de armas, además de poder matarte de una sola embestida.

## Easter Eggs
El juego, como se dio a entender antes de su publicación, tiene referencias a las tres primeras películas:
- Nada más al llegar al hangar de la Sulaco, donde se encuentra la nave de desembarco que piloteaba Bishop para rescatar a Ripley y Newt, además de las piernas arrancadas del primero, se puede ver el rastro blanco que dejó cuando la reina Alien lo partió en dos y cuando casi fue succionado por la escotilla abierta, además de las partes del piso que agarra la reina al perseguir a la niña.

- Otro detalle son los nombres de los marines de la película, tanto en los armarios en la armería, como en el compartimiento criogénico.

- Al entrar por primera vez a las ruinas de Hadley´s Hope, a mano izquierda hay un cuarto, y dentro de él, hay un triciclo con el logo de Wey-Yu como el que se ve en la edición especial de la película Aliens, y se puede acceder a una grabación de audio en la que la madre de Newt le pide dinero a su madre para poder volver a la tierra, después de que a su marido lo atacara la abrazacaras y se soltara.

- Al inicio del nivel "El cuervo", al salir de un ducto de aire por el que se debe escapar del raven, se llega a un área en donde se encuentra el cadáver del soldado Hudson, en un capullo y con el tórax reventado.

- En el mismo nivel, hay que avanzar en silencio para esquivar a los aliens que explotan y activar un interruptor para atraerlos hacia un lugar específico para que estos se agrupen y se autodestruyan lejos del jugador, acción que se debe repetir dos veces más en dos puntos. Antes de llegar al segundo interruptor, si se ve bien a unos barriles, se puede encontrar la muñeca de Newt.

- Poco antes de encontrar al primer crusher golpeando los APC, si el jugador voltea a la derecha poco antes de llegar a un arco de piedra por la subida, usando el rifle con mira verá una caja de rosquillas, y si le dispara, una rosquilla gigante rodará por donde hay que ir y caerá por el abismo que tiene lava en el fondo.

- Después de la muerte de Bella y cuando O´Neil dice por primera vez a Winter que noquee a los científicos, si se va por el segundo cuarto a la derecha y se va hacia la esquina derecha, se verá un contenedor que tiene un sombrero y un bastón, en referencia a la escena de Spaceballs (1987) en la que se parodiaba la escena del chesburster de la primera película.

- Cuando Winter y O´Neal deben pasar por la nave abandonada de Alien (1979), se puede oír a los "puppies" que usaba el personaje de Fifield en Prometheus (2012) para cartografiar la pirámide, y al llegar donde yace el cadáver del ingeniero con el tórax reventado, se oye parte de la banda sonora de la primera película, específicamente, la parte cuando el personaje de John Hurt baja a donde están los huevos.

- Cuando a Hicks le quitan la bolsa de la cabeza, se puede ver que tiene las cicatrices de sus heridas en Aliens (1986), de forma parecida a su homónimo en los cómics publicados por Dark Horse, pero no tan notorias, además de que en la misma escena, Hicks confunde al Bishop que acompaña a Winter y compañía, con el Bishop que sobrevivió junto con él, Ripley y Newt.

- Hacia el final del juego, Hicks mata al androide que se creía era Michael Weyland, esto podría ser una referencia a un debate entre los fanáticos de la saga, con respecto al Bishop que aparece al final de Alien 3, dado que se tenía la duda de si era humano o alguna especie de androide avanzado. Cabe mencionar que en la versión extendida de Alien 3, se puede ver claramente que el Bishop que trata de convencer a Ripley de darle la reina alien es en efecto humano, ya que se le ve resintiendo la herida por la que casi le cuelga la oreja, además de verse que sangra y grita a uno de sus hombres que no grabe nada.

- Durante el juego se pueden encontrar y usar armas pertenecientes a algunos marines de la película:

La escopeta de Hicks: se encuentra en el primer nivel a bordo de la Sulaco
La pistola de Gorman: En una mesa poco antes de encontrar por primera vez al raven en el nivel "desesperación en Hadley´s hope"
El rifle de pulsos de Hudson: Nada más saliendo por la puerta luego de que Winter se reagrupa con O´Neal, casi al fondo a la derecha en el nivel "el cuervo"
La smartgun de Vásquez: En un almacén con una puerta que se abre poco antes de terminar el nivel "por Bella". Esta smartgun se distingue por tener una pañoleta como la de Vásquez
La pistola de Vásquez: Al volver a entrar al edificio principal de Hadley´s Hope, del lado izquierdo dentro de un cuarto a mano izquierda
El lanzallamas de Frost: Dentro de un contenedor al llegar al tercer antiaéreo en la penúltima misión del juego
- Michael Biehn y Lance Henriksen retoman sus papeles de Hicks y Bishop respectivamente para el juego

- Algunas armas y objetos para recoger como las grabaciones de audio aparecen resaltados con una aura azul, mientras que las armas de Hicks y los otros aparecen con un aura amarilla. Al tomar la smartgun por primera vez esta aparece resaltada por un aura azul, lo que hace que tenga un aspecto parecido al de los endoesqueletos Terminator del juego The Terminator Dawn of fate (2002)

- En el juego, el arma principal es una variación del rifle de pulsos clásico que se distingue del original por tener solo 40 tiros en lugar de casi 100, pero que puede ser modificado para tener más capacidad y una mira más exacta, sin embargo, también se puede usar el rifle de pulsos original, como son el caso del rifle de Hudson y el rifle con lanzallamas de Ripley, el cual viene como DLC incluido en las preventas del juego y en la edición de coleccionista.

- Otros DLC incluyen a Hicks, Drake, Apone y Hudson para usarlos en el multijugador, las granadas sonielectrónicas y el rifle de plasma de los que hablaba Hudson en la edición especial de Aliens, un nivel que es una galería de tiro con diversos retos, y personalización adicional para el multijugador.

- La edición de coleccionista incluye además del DLC, archivos confidenciales de la misión, entre los que están un flyer de los Marines Coloniales, una hoja de certificación, la transcripción de la misión, los planos de la Sephora, una foto de LV-426, parches para los uniformes de los marines, y una estatua de un marine usando un power loader para pelear contra un alien.

## Recepción
El juego tuvo una dura recepción, en el que se destacaba su pobre apartado gráfico y la deficiente inteligencia artificial de los personajes que acompañan al jugador, consiguiendo una calificación en Metacritic de 45 en su versión de PC, mientras que alcanzaba 48 en Xbox 360 y 43 en Playstation 3. Aun así logró ocupar el primer puesto de los más vendidos de Reino Unido la primera semana.